# جريجوري ديرانجير
جريجوري ديرانجير (بالفرنسية: Grégori Dérangère)‏
```
هو 
ممثل
 
فرنسي
، ولد في 27 مارس 1971 
بمونبلييه
 في 
فرنسا
.
[
3
]
 بدأ مشواره المهني سنة 1996، ومن الجوائز التي نالها 
جائزة سيزار
.
```

## جوائز
- جائزة سيزار

## وصلات خارجية
- جريجوري ديرانجير على موقع IMDb (الإنجليزية)
- جريجوري ديرانجير على موقع ألو سيني (الفرنسية)
- جريجوري ديرانجير على موقع أول موفي (الإنجليزية)
- جريجوري ديرانجير على موقع قاعدة بيانات الفيلم (الإنجليزية)
- جريجوري ديرانجير على موقع كينوبويسك (الروسية)